# Gerichtsamt Rötha
Das Gerichtsamt Rötha war in den Jahren zwischen 1856 und 1874 die unterste Verwaltungseinheit nach der Abschaffung der Patrimonialgesetzgebung im Königreich Sachsen. Es hatte seinen Amtssitz in der Stadt Rötha.

## Geschichte
Nach dem Tod des sächsischen Königs Friedrich August II. wurde unter dessen Nachfolger König Johann nach dem Vorbild anderer Staaten des Deutschen Bundes die Abschaffung der Patrimonialgesetzgebung verordnet. An die Stelle der bisher im Königreich Sachsen in Stadt und Land vorhandenen Gerichte der untersten Instanz traten die zentral gelegenen Bezirksgerichte und Gerichtsämter in nahezu allen größeren Städten. Die Details der Verwaltungsreform regelte das sächsische Gerichtsverfassungsgesetz vom 11. August 1855 und die Verordnung über die Bildung der Gerichtsbezirke vom 2. September 1856.
Stichtag für das Inkrafttreten der neuen Behördenstruktur im Königreich Sachsen war der 1. Oktober 1856. Das neugebildete Gerichtsamt Rötha unterstand dem Bezirksgericht Borna.
Die Zivil- und Kriminalgerichtsbarkeit im Weichbild der Stadt wurde in allen ihren Zweigen vom Gerichtsamt Rötha verwaltet. Die Polizei und die Polizeigerichtsbarkeit aber stand, mit Ausnahme des Pass- und Fremdenwesens, welches auch das Gerichtsamt Pegau verwaltete, dem Bürgermeister und städtischem Rat zu, dem somit die gesamte Wohlfahrts-, Sicherheits-, Gewerbe- und Gesindepolizei  sowie das Innungswesen unterstand.
Zum Sprengel des Gerichtsamtes gehörte folgende Ortschaften:
| - Rötha mit Bodschütz und Theka - Dahlitzsch - Dechwitz - Dreiskau - Espenhain - Gaulis - Geschwitz - Göhren - Göltzschen | - Großpötzschau - Gruna - Hain mit Gröbamühle - Kleinpötzschau - Kömmlitz - Kötschwitz - Kreudnitz - Mölbis mit Crossen - Muckern | - Neumuckershausen - Oelzschau - Rödgen - Rüben - Sestewitz - Störmthal - Tanzberg mit Magdeborn - Trachenau - Zehmen |

Nach der Neustrukturierung der Gerichtsorganisation gemäß dem Gesetz über die Organisation der Behörden für die innere Verwaltung vom 21. April 1873 gingen die Verwaltungsbefugnisse der Gerichtsämter 1874 auf die umgestalteten bzw. neu gebildeten Amtshauptmannschaften über.
Seitdem das bisherige königliche Gericht als königliches Gerichtsamt bezeichnet wurde, führte sein Vorstand den Titel Gerichtshauptmann.
Das Gerichtsamt Rötha wurde im Zuge der Neustrukturierung der sächsischen Gerichtsorganisation gemäß dem Gesetz über die Organisation der Behörden für die innere Verwaltung vom 21. April 1873 die Verwaltungsaufgaben betreffend in die im Jahre 1874 neugeschaffene Amtshauptmannschaft Borna mit Sitz in der Stadt Borna integriert.
Am 14. Oktober 1874 beendete das Gerichtsamt Rötha seine Tätigkeit insgesamt; die juristischen Befugnisse für den Sprengel des vormaligen Gerichtsamtes Rötha wurden mit Wirkung 15. Oktober 1874 an die Gerichtsämter Borna und Leipzig I übertragen. Die Aufteilung wurde wie folgt vorgenommen:
| Gerichtsamt Borna - Rötha mit Bodschütz und Theka - Dahlitzsch - Espenhain - Gaulis - Geschwitz - Großpötzschau - Hain mit Gröbamühle - Kleinpötzschau - Kömmlitz - Kreudnitz - Mölbis mit Crossen - Muckern - Neumuckershausen - Oelzschau - Trachenau | Gerichtsamt Leipzig I - Dechwitz - Dreiskau - Göhren - Göltzschen - Gruna - Kötschwitz - Rödgen - Rüben - Sestewitz - Störmthal - Tanzberg mit Magdeborn - Zehmen |

Das Amtsgericht Rötha wurde in Rötha erst 1910 gegründet.

## Schriftliche Überlieferung
Die Archivalien des Gerichtsamts Rötha werden als Bestand 20107 Gerichtsamt Rötha heute im Sächsischen Staatsarchiv – Staatsarchiv Leipzig verwaltet. Dieser Bestand umfasst 2,7 laufende Meter Archivgut aus den Jahren 1797 bis 1874.

## Weblink
- Eintrag zum Gerichtsamt Rötha im Digitalen historischen Ortsverzeichnis von Sachsen